# C.R.A.Z.Y.
C.R.A.Z.Y. is een Canadese Franstalige coming-of-agefilm uit 2005, geregisseerd door Jean-Marc Vallée en met in de hoofdrollen Marc-André Grondin, Michel Côté en Danielle Proulx.

## Synopsis
De film gaat over een homoseksuele jongen, genaamd Zac, die opgroeit in een conservatief gezin.

## Rolverdeling
| Acteur              | Personage          | Opmerking                |
| ------------------- | ------------------ | ------------------------ |
| Marc-André Grondin  | Zac Beaulieu       | Hoofdpersoon, de 4e zoon |
| Michel Côté         | Gervais Beaulieu   | Zacs vader               |
| Danielle Proulx     | Laurianne Beaulieu | Zacs moeder              |
| Pierre-Luc Brillant | Raymond Beaulieu   | Zacs broer, de 2e zoon   |
| Alex Gravel         | Antoine Beaulieu   | Zacs broer, de 3e zoon   |
| Maxime Tremblay     | Christian Beaulieu | Zacs broer, de 1e zoon   |
| Émile Vallée        | Jonge Zac Beaulieu | 6-8 jaar                 |
| Mariloup Wolfe      | Brigitte           |                          |
| Francis Ducharm     | Paul               |                          |